# Go (álbum de Pat Benatar)
Go es un álbum de Pat Benatar lanzado en 2003. Es el álbum de estudio más reciente desde Innamorata en 1997, y su único material nuevo durante la década de 2000s.

## Lista de canciones
Todas las canciones escritas por Pat Benatar y Neil Giraldo a excepción donde se nota.
1. "Go" - 3:54
2. "Brave" - 4:33
3. "I Won't" - 4:43
4. "Have It All" - 4:31
5. "Sorry" (Benatar, Giraldo, Paul Rafferty) - 5:28
6. "Please Don't Leave Me" - 5:26
7. "Girl" (Giraldo, Holly Knight) - 4:51
8. "Out of the Ruins" - 2:47
9. "In My Dreams" - 5:52
10. "Tell Me" - 4:44
11. "Brokenhearted" - 5:45
12. "Christmas in America" - 4:03 (canción oculta)

## Agrupación
- Pat Benatar - voces
- Neil Giraldo - guitarras, teclados, bajo, coros
- Mick Mahan - bajo
- Ray Brinker, Denny Fongheiser, Dave Karasony, Matt Laug - batería, percusiones
- Arreglos de cuerdas por Neil Giraldo

## Producción
- Producido: Neil Giraldo
- Ingenieros: Chris Fuhrman, Barry Rudolph, Spyder Whitehouse
- Mezcla: Barry Rudolph
- Edición digital: Chris Fuhrman, Spyder Whitehouse, Jeff Worrell
- Dirección: Steve Hall

- Datos: Q5574672